# Ел Стюарт

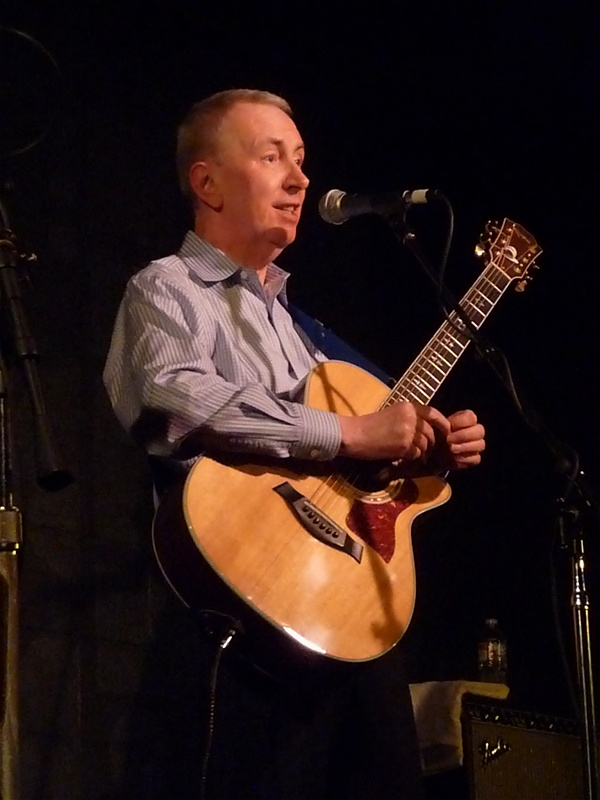
Ел Стюарт, Санта-Моніка, Каліфорнія, 13 лютого 2010

Ел Стюарт (Al Stewart; 5 вересня 1945, Глазго, Велика Британія) — вокаліст, гітарист, композитор, автор текстів.
Музичну кар'єру Стюарт розпочав 1962 року гітаристом у гурті Tony Blackburn & The Sabres. Також він працював сесійним музикантом. 1965 року Ел перебрався до Лондона, де грав у різних фолк-клубах. 1966 року він укладає угоду з фірмою "Decca", але після появи невдалого синглу "The Elf" (з гітарною партією Джиммі Пейджа), наступного року змінює фірму "Decca" на "CBS" і видає акустично-інтроспективний альбом "Bedsitter Imager". Наступний лонгплей "Love Chronicles" був романтичним оповіданням про власне життя Стюарта. Цей альбом здобув велику популярність завдяки довгій початковій композиції, де непристойне слово "fucking" було вжито начебто у артистичному контексті. Зацікавлення виконавцем акустичним фолком знайшло своє вираження на платівці "Zero She Flies", а пристрасть до ліричних пісень виявилась на черговому альбомі "Orange". Наступне видання "Past, Present & Future" стало найамбіційнішою роботою Ела Стюарта. Розвиваючи своє захоплення історичними темами, він включив до цієї, платівки два цікавих твори: "Roads То Moscow" та "Nostradamus".
Після дворічної перерви з'явився його альбом "Modern Times", з яким Стюарт вперше потрапив на американський музичний ринок. Стюарт розлучився з фірмою "CBS" і уклав угоду з "RCA", переїхав до Каліфорнії і записав гарний альбом "Year Of The Cat", який здобув великий успіх, потрапивши до американського Тор 10, а перший твір альбому став першим американським хітом артиста. Надалі Стюарт знову змінює фірму, цього разу на "Arista", однак виданий на ній альбом "Time Passages" не був таким вдалим, як попередній. Після недооціненого альбому "24 Carrots" у продажу з'явився лонгплей "Russians & Americans", який складався з концертних та студійних записів, що були присвячені проблемам у світовій політиці. Однак ця робота не здобула комерційного успіху.
Юридичні проблеми та існуючі зобов'язання за контрактом не дозволили записуватись артисту цілих чотири роки, аж поки не з'явився альбом "The Last Days Of The Century". Тим часом Ел Стюарт переселився до Франції, де збудував власний бар, що продавав виключно марочні вина. 1990 року він взяв участь у запису альбому "Rock The World", кошти від якого пішли на підтримку реабілітаційного центру "Phoenix House" у Лондоні. 1992 року на ринку з'явився його концертний альбом "Rhymes In Rooms — Al Stewart Live featuring Peter White", а через рік черговий, дуже вдалий лонгплей "Famous Last Words".

## Дискографія
- 1967: Bedsittre Images
- 1969: Love Chronicles
- 1970: Zero She Flies
- 1970: The Fisrt Album (Bedsitter Images)
- 1972: Orange
- 1973: Past, Present & Future
- 1975: Modern Times
- 1976: Year Of The Cat
- 1978: The Early Years
- 1978: Time Passages
- 1980: 24 Carrots
- 1981: Indian Summer
- 1984: Russians & Americans
- 1985: The Best Of Al Stewart
- 1988: Last Days Of The Century
- 1991: Chronicles - The Best Of Al Stewart
- 1992: Rhymes In Rooms — Al Stewart Live featuring Peter White
- 1993: Famous Last Words